# هنري سترام
هنري سترام (بالإنجليزية: Henry Stram)‏ هو ممثل أمريكي، ولد في 10 سبتمبر 1954 بلافاييت في الولايات المتحدة.

## أعمال

### أفلام
- (2017) أعظم رجل استعراض[3]

## وصلات خارجية
- هنري سترام على موقع IMDb (الإنجليزية)
- هنري سترام على موقع ألو سيني (الفرنسية)
- هنري سترام على موقع ميوزك برينز (الإنجليزية)
- هنري سترام على موقع قاعدة بيانات برودواي على الإنترنت (الإنجليزية)
- هنري سترام على موقع قاعدة بيانات الأفلام السويدية (السويدية)
- هنري سترام على موقع ديسكوغز (الإنجليزية)
- هنري سترام على موقع قاعدة بيانات الفيلم (الإنجليزية)
- هنري سترام على موقع كينوبويسك (الروسية)